# Siamese Dream
Siamese Dream – drugi album The Smashing Pumpkins. Wydany 27 lipca 1993 przez Virgin Records odniósł sukces komercyjny, pozwalając grupie na zaistnienie w mainstreamie. Okres nagrywania materiału obfitował w liczne problemy, wynikające przede wszystkim z wewnętrznych konfliktów między członkami grupy. Mimo tego album zadebiutował na wysokim, dziesiątym miejscu w notowaniu magazynu Billboard, a do dziś sprzedano ponad 10 milionów jego egzemplarzy, w tym 4 w samych Stanach Zjednoczonych.

## Tło
Po pomniejszym sukcesie odniesionym przez debiutancki album grupy, Gish, The Smashing Pumpkins byli nazywani "nową Nirvaną". Okres ten jednak obfitował w rozliczne kłopoty; perkusista Jimmy Chamberlin popadał w coraz cięższe uzależnienie od heroiny, James Iha i D'arcy Wretzky zerwali ze sobą, zaś Billy Corgan zaczął mieć problemy z nadwagą, przeżywał kryzys twórczy, a w końcu popadł w depresję, która doprowadziła go do rozważań nad samobójstwem; jak wspominał: "Po pierwszym albumie nachodziły mnie myśli samobójcze. Przez osiem miesięcy, plus minus miesiąc, miałem totalną depresję, a przez dwa czy trzy naprawdę rozważałem samobójstwo". Przy wszystkich tych komplikacjach oraz jednoczesnym nacisku ze strony wytwórni, "Dynie" rozpoczęły nagrywanie następcy Gish w Triclops Sound Studios w Atlancie. Jak powiedział w jednym z wywiadów Corgan, ewentualne nieodniesienie sukcesu przez Siamese Dream spowodowałoby rozpad grupy.

## Nagranie
Większość materiału znajdującego się na płycie została nagrana między grudniem 1992 a marcem 1993. W tym okresie członkowie zespołu mieszkali w miejscowości Marietta pod Atlantą. Rolę producenta zajął Butch Vig, piastujący już tę funkcję przy debiutanckim albumie grupy. Decyzja o nagrywaniu tak daleko od rodzinnego Chicago częściowo była spowodowana potrzebą unikania znajomych i innych czynników mogących rozpraszać członków zespołu, ale przede wszystkim miała ona na celu odcięcie Chamberlina od jego połączeń narkotykowych. Plan jednak zawiódł, gdyż perkusista szybko znalazł nowe kontakty i niejednokrotnie przez kilka dni nikt nie miał z nim kontaktu.
Pierwszą piosenką, którą napisał Corgan na Siamese Dream był utwór "Today". Przedstawił on nagrane przez siebie demo producentowi i pozostałym członkom zespołu; spotkało się ono z życzliwym przyjęciem. Niedługo później zarząd kierowniczy Virgin Records przybył do studia na wieść o kłopotach nękających zespół, ale również byli zadowoleni demem, co sprawiło, że odwołali następne wizyty.
Reakcja z ich strony jeszcze bardziej zestresowała Corgana. By przeciwdziałać depresji, frontman pracował ponad limit, jak sam przyznał, praktycznie mieszkając w studio. Razem z Butchem Vigiem potrafili pracować dwa dni nad czterdziestopięciosekundowym kawałkiem utworu, aby uzyskać pożądane przez Corgana brzmienie. W końcu wytwórnia zaczęła się niecierpliwić, gdyż album przekroczył zarówno budżet, jak i termin ukończenia. Zespół jednak wynegocjował ugodę, nie chcąc doprowadzić do uproszczeń w brzmieniu. Ostatecznie nagrywanie albumu zakończono po czterech miesiącach, przy przekroczeniu wynoszącego 250 tysięcy dolarów budżetu. Wynikiem sesji było stworzenie przez Corgana ponad 50 piosenek.
Ówczesna prasa muzyczna przedstawiała Corgana podczas sesji nagraniowych jako tyrana. On sam przyznał, że w tych stwierdzeniach było nieco prawdy, ale dziennikarze nie rozumieli do końca panującej sytuacji. Pojawiły się pogłoski, jakoby przez wewnętrzne kłótnie Corgan miał sam nagrać wszystkie partie gitary i basu. Członkowie grupy z reguły zaprzeczają tym doniesieniom; Corgan rzeczywiście powiedział, że sam nagrał większość partii gitarowych, ale tylko ze względu na powiązane z tym zmniejszenie ilości prób koniecznych do uzyskania pożądanego brzmienia.

## Styl
Unikalne brzmienie album zawdzięcza w większości swojemu producentowi, Butchowi Vigowi. Podczas produkcji zastosowano na masową skalę overdubbing ścieżek gitarowych, co dawało efekt podobny do orkiestry; według Corgana, sam utwór "Soma" zawiera ich 40 nagranych na sobie.

## Odbiór
W roku 2006, w głosowaniu czytelników magazynu Q, Siamese Dream został wybrany 54. albumem wszech czasów. W 2003 album został sklasyfikowany na 360. miejscu listy 500 albumów wszech czasów magazynu Rolling Stone. Pitchfork Media wybrała go na 18. album lat dziewięćdziesiątych. Siamese Dream otrzymał także nominację do Nagrody Grammy za najlepszy album alternatywny, zaś piosenka "Cherub Rock" otrzymała nominację za najlepszy utwór hardrockowy.
Dwa utwory z albumu znalazły się na liście 100 najlepszych solówek gitarowych wszech czasów magazynu Guitar World; "Geek U.S.A" znalazł się na 54. miejscu, a "Cherub Rock" na 97.

## Lista utworów
1. "Cherub Rock" – 4:58
2. "Quiet" – 3:41
3. "Today" – 3:19
4. "Hummer" – 6:57
5. "Rocket" – 4:06
6. "Disarm" – 3:17
7. "Soma" – 6:39
8. "Geek U.S.A." – 5:13
9. "Mayonaise"  – 5:49
10. "Spaceboy" – 4:28
11. "Silverfuck" – 8:43
12. "Sweet Sweet" – 1:38
13. "Luna" – 3:20

## Pozycje na listach

### Album
| Rok  | Notowanie              | Pozycja |
| ---- | ---------------------- | ------- |
| 1994 | UK Album Charts        | 4       |
| 1994 | Australian Album Chart | 7       |
| 1993 | The Billboard 200      | 10      |

### Single
| Rok  | Singel        | Notowanie              | Pozycja |
| ---- | ------------- | ---------------------- | ------- |
| 1993 | "Cherub Rock" | Modern Rock Tracks     | 7       |
| 1993 | "Cherub Rock" | Mainstream Rock Tracks | 23      |
| 1993 | "Cherub Rock" | UK Singles Chart       | 31      |
| 1993 | "Today"       | Modern Rock Tracks     | 4       |
| 1994 | "Today"       | Mainstream Rock Tracks | 28      |
| 1994 | "Today"       | UK Singles Chart       | 44      |
| 1994 | "Disarm"      | Mainstream Rock Tracks | 5       |
| 1994 | "Disarm"      | Modern Rock Tracks     | 8       |
| 1994 | "Disarm"      | UK Singles Chart       | 11      |
| 1994 | "Rocket"      | Mainstream Rock Tracks | 28      |

## Twórcy
- Billy Corgan – wokal, gitara, melotron ("Spaceboy"), gitara basowa
- James Iha – gitara
- D'arcy Wretzky – gitara basowa, wokal
- Jimmy Chamberlin – perkusja
- Mike Mills – pianino ("Soma")
- Eric Remschneider – wiolonczela ("Disarm", "Luna")
- David Ragsdale – skrzypce ("Disarm", "Luna")